# Miss USA 2007
Miss USA 2007 là cuộc thi Miss USA lần thứ 56 được tổ chức tại Los Angeles, California vào ngày 23 tháng 3 năm 2007. Người chiến thắng của cuộc thi là Rachel Smith, đến từ tiểu bang Tennessee.
Cuộc thi được truyền hình trực tiếp trên kênh NBC từ Nhà hát Kodak, tại thành phố Los Angeles. Cuộc thi có tất cả 51 thí sinh tham gia, đại diện cho 51 tiểu bang của nước Mỹ.

## Kết quả cuộc thi

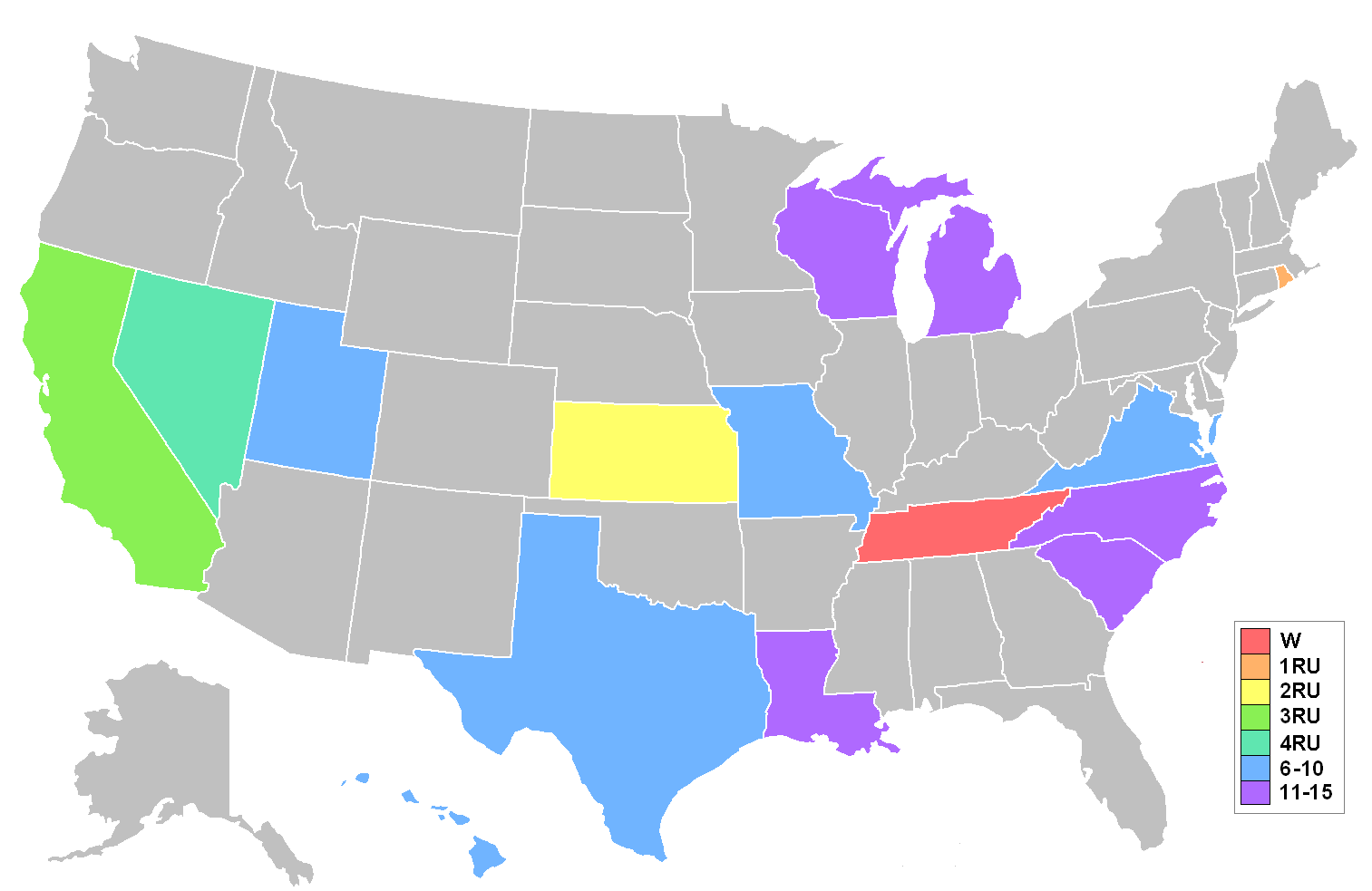
Kết quả cuộc thi Miss USA 2007

### Các danh hiệu cao nhất
- Miss USA: Rachel Smith - Tennessee
- Á hậu 1: Danielle Lacourse - Rhode Island
- Á hậu 2: Cara Gorges - Kansas
- Á hậu 3: Meagan Tandy - California
- Á hậu 4: Helen Salas - Nevada

### Top 10
- Xếp thứ 6: Heather Anderson - Utah
- Xếp thứ 7: Lauren Barnette - Virginia
- Xếp thứ 8: Megan Ellis - Texas
- Xếp thứ 9: Chanel Wise - Hawaii
- Xếp thứ 10: Amber Seyer - Missouri

### Top 15
- Xếp thứ 11: Ashley Zais - Nam Carolina
- Xếp thứ 12: Elizabeth McNulty - Louisiana
- Xếp thứ 13: Caitlin Morrall - Wisconsin
- Xếp thứ 14: Kelly Best - Michigan
- Xếp thứ 15: Erin O'Kelley - Bắc Carolina

### Các giải thưởng phụ
- Hoa hậu Ảnh: Rebecca Moore - Alabama
- Hoa hậu Thân thiện: Stephanie Trudeau - Montana

## Thông tin thêm
Cuộc thi Miss USA 2007 có hai thí sinh bị thay thế:
- Katie Rees, Miss Nevada USA bị tước vương miện do những bức ảnh không đứng đắn của cô. Á hậu 1 Helen Salas thay cô tham dự Miss USA và đoạt ngôi á hậu 4.
- Ashley Harder, Miss New Jersey USA bị phát hiện đã mang thai và cô nhường vương miện cho á hậu 1 Erin Abrahamson.